# Damastes nossibeensis
Damastes nossibeensis är en spindelart som beskrevs av Embrik Strand 1907. Damastes nossibeensis ingår i släktet Damastes och familjen jättekrabbspindlar.
Artens utbredningsområde är Madagaskar. Inga underarter finns listade i Catalogue of Life.